# La Bionda (album)
A La Bionda a La Bionda nevű olasz diszkóegyüttes harmadik nagylemeze. Az együttes ezzel az albummal vált igazán népszerűvé egész Európában. A felvételeket az NSZK-ban készítették. A lemez 1978-ban jelent meg. Producerek: Carmelo és Michelangelo La Bionda. Kiadó: az Ariola lemezcég.

## A dalok

### A oldal
1. One For You, One For Me (A. & C. La Bionda – R. W. Palmer James) 6.56
2. Hey Woman (A. & C. La Bionda – R. W. Palmer James) 5.02
3. There for Me (A. & C. La Bionda – Ch. Ricanek – R. W. Palmer James) 3.22

### B oldal
1. Sandstorm (A. & C. La Bionda – Ch. Ricanek – R. W. Palmer James) 10.06
2. Song for Smokey and the Bandit (A. & C. La Bionda – R. W. Palmer James) 3.55

## Közreműködők
- Karmester: Fritz Sonnleitner
- Dob és ütős hangszerek: Martin Harrison
- Basszusgitár: Gary Unwin, Gary Todd
- Akusztikus és elektromos gitár: Freddy Protz, Richard W. Palmer James
- Zongora: Geoff Stradling
- Cimbalom: Giulia Horvath (B/1)
- Trombita: Ettienne Kut, Walther Raab, George Rotzer
- Szaxofon: Benny Gebauer, Giuseppe Solera
- Fúvósok: Robert Meisner, George Delagay
- Vokál: Jerry Rix, Peter Bishop, Renate Maurer, Maria Neuhaus, Claudia Schwarz
- Keverés: Harry Thumann

## Legnépszerűbb slágerek
- One For You, One For Me

Svájc: 1978. június 24-étől  13 hétig. Legmagasabb pozíció: 3. hely

Ausztria: 1978. július 15-étől  20 hétig. Legmagasabb pozíció: 5. hely

Svédország: 1978. július 28-ától  4 hétig. Legmagasabb pozíció: 11. hely

Dél-Afrika: 1978. november 10-étől  13 hétig. Legmagasabb pozíció: 2. hely

Hollandia: 1978. 9 hétig. Legmagasabb pozíció: 6. hely

Olaszország: 1978. Legmagasabb pozíció: 9. hely
- Hey Woman
- There for Me
- Sandstorm

## Az album slágerlistás helyezései
Ausztria: 1978. szeptember 15-étől  19 hétig. Legmagasabb pozíció: 8. hely

## Külső hivatkozások
- Dalszöveg: One For You, One For Me
- Videó: One For You, One For Me